# Mesotardígrads
La classe dels mesotardígrads (Mesotardigrada) conté només una espècie, Thermozodium esakii. Aquest animal té sis urpes de la mateixa longitud a cada peu. Aquesta espècie fou recollida l'any 1937 per Rahm en unes aigües termals a prop de Nagasaki, al Japó. Desafortunadament, el locus typicus fou destruït per un terratrèmol. L'especimen tipus també s'ha perdut.